# Eratigena mexicana
Eratigena mexicana là một loài nhện trong họ Agelenidae. Chúng được miêu tả năm 1968 bởi Roth.